# Samia Al-Amoudi
Samia Al-Amoudi (in arabo ساميه العمودي‎?; ...) è una ginecologa, attivista e docente saudita, a capo del Centro di eccellenza Sheikh Mohammed Hussein Al-Amoudi per il cancro al seno.
È nota per il suo lavoro di sensibilizzazione sul cancro al seno, dopo essersi diagnosticata la malattia. È anche la prima donna nominata dal Consiglio di cooperazione del Golfo a far parte del consiglio di amministrazione dell'Unione per il controllo internazionale del cancro.

## Biografia
Nel 1981 Al-Amoudi è stata tra le prime donne laureate in medicina presso la King Abdulaziz University.
Nell'aprile 2006 si è diagnosticata un cancro al seno, per il quale è stata sottoposta a chemioterapia. È stata la prima donna saudita a scrivere pubblicamente della sua esperienza con la malattia, in una serie di articoli in una rubrica settimanale del giornale Al Madina. È anche apparsa in un programma televisivo.
Nel marzo 2007 ha ricevuto il primo International Women of Courage Award da Condoleezza Rice da parte del Dipartimento di Stato degli Stati Uniti d'America.
Nel 2010 è stata inserita al quinto posto nella lista Power 100, l'elenco annuale degli arabi più influenti del mondo stilato da Arabian Business. Al-Amoudi è stata anche successivamente inserita da Arabian Business al 37º posto nel 2015 e al 66° nel 2016 nella classifica delle "100 donne arabe più potenti del 2016".
Dal 2012, anno in cui ha completato il trattamento per il cancro, è a capo del Centro di eccellenza Sheikh Mohammed Hussein Al-Amoudi per il cancro al seno. Inoltre è presidente scientifico per il cancro al seno presso la King Abdulaziz University, membro del comitato direttivo del Breast Health Global Initiative e ricopre il ruolo di ambasciatrice #GetFit in GE Healthcare.

## Opere
- Breast Cancer, Break the Silence[7]